# Хепп, Филипп
Иоганн Адам Филипп Хепп (нем. Johann Adam Philipp Hepp; 1797—1867) — немецкий врач, лихенолог, альголог, бриолог и политический деятель.

## Биография
Иоганн Адам Филипп Хепп родился в 1797 или 1798 году в немецком городе Кайзерслаутерн. Учился медицине в Нойштадте-в-Хардте, затем стал врачом. В 1832 году Хепп принимал участие в Гамбахском празднике. В 1849 году из-за участия в германской революции Хепп был вынужден бежать в Швейцарию. В 1867 году вернулся в Германию. Филипп Хепп скончался 5 февраля 1867 года во Франкфурте-на-Майне.
Основная часть гербария Хеппа, насчитывающая свыше 2400 образцов лишайников, около 1650 образцов водорослей и 770 образцов мхов, хранится в гербарии департамента ботаники Музее естественной истории в Лондоне (BM). Часть образцов водорослей находится в Женевском ботаническом саду (G).

## Некоторые научные работы
- Hepp, P. (1824). Lichenen-flora von Wüurburg. 105 p.
- Hepp, P. (1853—1867). Abbildungen und Beschreibungen der Sporen. 110 pl.
- Hepp, P. (1867). Synonymen-Register. 22 p.

## Роды, названные в честь И. А. Ф. Хеппа
- Heppia Nägeli, 1853
- Heppiella Regel, 1853
- Neoheppia Zahlbr., 1909